# Giovanni Ansaldo
Pour les articles homonymes, voir Ansaldo (homonymie).
Giovanni Ansaldo (né à Gênes, en 1814, mort le 27 avril 1859) était un académicien italien, ingénieur et architecte, devenu entrepreneur, qui a donné son nom au groupe industriel de renom Gio. Ansaldo & Cie S.p.A..
Il fut un grand capitaine d'industrie et l'un des pères de l'industrie lourde, ferroviaire et maritime et de l'armement de l'Italie, à partir de Gênes.

## Biographie
Giovanni Ansaldo, très fréquemment appelé Gio, est né à Gênes. Son père, Giovanni Battista Ansaldo et sa mère Antionietta Traverso appartiennent à la petite bourgeoisie industrielle spécialisée dans la confection de la laine.
Giovanni se distingue très vite comme un élève studieux exemplaire. En 1840, à seulement 21 ans, il est titulaire d'un diplôme d'architecte et l'année suivante devient ingénieur hydraulicien.
Immédiatement recruté par les meilleurs cabinets génois, il s'intéresse à l'architecture religieuse et réalise, avec l'architecte Giovanni Battista Resasco, le cimetière de Staglieno. Bien que passionné par cette activité professionnelle, il est contacté par l'université de Gênes et accepte de reprendre la chaire de "Calcul aux éléments finis" laissée vacante par son propre professeur décédé.
En 1846, il épouse Giuditta Muratori, fille d'un riche industriel génois du textile, avec qui il aura quatre enfants. Ce mariage lui permet de devenir membre de la Société économique de l'Industrie et du Commerce de Gênes. En 1847, il est nommé maître de conférences pour l'enseignement de la géométrie descriptive et en 1850 il reprend la chaire de mécanique appliquée.
Giovanni Ansaldo fait son entrée dans l'Administration publique et participe à diverses commissions de planification sur l'urbanisme et les communications. À la suite de la décision du gouvernement du royaume de Sardaigne de construire la voie ferrée Turin - Gênes, le jeune Gio Ansaldo se voit confier, avec Stefano Grillo et Ignazio Gardella, la réalisation de l'étude de faisabilité pour la construction de la gare de Porta Principe.
Élu au conseil municipal de Gênes avec l'économiste Gerolamo Boccardo, un des principaux représentants du monde intellectuel génois, il est chargé de créer l'École technique navale de Gênes. Giovanni Ansaldo est devenu un savant important dans le Royaume, au point qu'en 1851, il a été appelé aux côtés du ministre des Travaux publics, Paleocapa, membre du Conseil spécial, comme conseiller pour les chemins de fer.
En août 1852, l'usine métallurgique Taylor et Prandi de Sampierdarena, en crise, et passe sous le contrôle de l'État qui établit une convention avec certains notables génois pour la transformer en une entreprise industrielle moderne avec l'appui du comte Camillo Benso di Cavour, alors premier ministre du royaume de Sardaigne. Les associés sont Raffaele Rubattino, Giacomo Filippo Penco, Carlo Bombrini et Giovanni Ansaldo et fondent la société Gio. Ansaldo & Cie. S.p.A., une société en commandite, dont Giovanni Ansaldo est commanditaire avec 12,5 % des parts. Pour lancer la société, le gouvernement cède officiellement l'usine de Sampierdarena pour une somme très symbolique. Il abandonne alors toutes ses fonctions dans l'enseignement pour se consacrer à la gestion de l'entreprise.
Mais la période de dépression de ce milieu du XIXe siècle n'affecte heureusement pas le programme de développement du réseau ferroviaire initié par Cavour. La société Ansaldo voit ainsi son activité croitre rapidement et se développe dans le domaine du génie mécanique général avec la mécanisation des autres branches de l'industrie, filature, tissage, usines de papier, etc. La jeune société Ansaldo livra ses deux premières locomotives à la fin de l'année 1855, et habilement dirigée par Giovanni Ansaldo, elle étendra fortement la gamme de ses produits, commutateurs électriques, plates-formes, turbines pour l'industrie, machines à vapeur, machines-outils. La société comptait plus de 1 000 ouvriers au début de l'année 1859 et l'usine de Sampierdarena avait fabriqué 34 locomotives, un record pour l'époque.
Giovanni Ansaldo meurt à Gênes le 27 avril 1859 à la suite d'une inflammation du cerveau et une hémorragie cérébrale.